# Onthophagus kaengkrachangus
Onthophagus kaengkrachangus là một loài bọ cánh cứng trong họ Bọ hung (Scarabaeidae).